# Maximilien Emmanuel Fremaut
Maximilien Emmanuel (de) Fremaut (Menen, 30 oktober 1725 - Villesse, 31 augustus 1768) was een waterbouwkundig ingenieur die voor de Oostenrijks-Hongaarse dubbelmonarchie grootschalige hydraulische werken realiseerde.

## Leven en werk
Fremaut stamde af van een Franse adellijke familie die zich in Vlaanderen had gevestigd. Na studies hydrotechniek aan de Universiteit Leiden ging hij als ingenieur aan de slag in Brussel. Hij werkte in 1752 mee aan het herstellen van de zeesluis-Slijkens.
In 1757 trad Fremaut in dienst van het Weense hof. Het volgende jaar riep graaf Karl Cobenzl riep hem naar het Banaat om de stroom van de waterlopen Temesch en Bega te regelen. Hij werkte aan dit grootschalige project tot 1761 en liet het daarna afwerken door zijn leerlingen Alexander Steinlein en Johann Theodor Kostka. Onder meer dankzij de drooglegging van moerassen en de creatie van grote meren droegen de werken enorm bij tot de ontwikkeling van de streek. Van 1761 in 1768 leidde Fremaut de drooglegging van het moerasgebied in het Zuid-Banaat (tegenwoordig Servië). Na zijn dood werd het project voltooid door Kostka.
Voorts brachten Fremauts hydraulische werkzaamheden hem naar Aquileia, de Breisgau, Dubowatz, het Elbegebied, de Eschvallei, Laibach, Tirol, Triëst, Slavonië, het Rijnland en Mosonmagyaróvár. In 1763 werd hij in Wenen benoemd tot Oberbaudirektor van de Baudirektion und Kommerzienrat.